# Carlos Abdo
Carlos Eusebio Abdo (Asunción del Paraguay, 15 de abril de 1953) es un empresario y dirigente de fútbol argentino de origen paraguayo. Dentro del aspecto futbolístico su cargo de mayor importancia fue el de ser Presidente de San Lorenzo de Almagro en Argentina. 

## Biografía
Nacido en Paraguay, llegó a la Argentina de joven en donde tuvo una creciente carrera vinculada al negocio de la publicidad estática en el fútbol. En San Lorenzo tuvo influencia económica a partir del año 2007 participando en un Grupo Inversor, el cual acercó patrocinadores y jugadores. En el año 2010 decidió participar activamente en la conducción del club y con su poder económico como caballo de batalla ganó las elecciones. 
Debido a esto, debió ceder las riendas de la empresa que comandaba a su primogénito ya que el estatuto del club indica que un dirigente no puede realizar negocios con la institución.

## Presidente de San Lorenzo
El 11 de diciembre de 2010 ganó las elecciones, con un 36% de diferencia.

## Renuncia
Tras año y medio de mandato renunció a la presidencia del club tras una crisis que llevó al debacle institucional en donde se acercó peligrosamente al descenso de la máxima categoría de fútbol. Posteriormente, le hizo juicio a San Lorenzo de Almagro por el dinero puesto de su bolsillo durante su gestión.